# Flórián Urbán
Flórián Urbán (Budapest, 29 luglio 1968) è un ex calciatore ungherese, di ruolo centrocampista difensivo.
Durante la carriera gioca circa 360 incontri tra i professionisti segnando una settantina di gol e dividendosi tra Ungheria e Belgio. Vanta anche 40 partite e 4 gol in dodici anni con la Nazionale ungherese, per la quale è sceso in campo diverse volte con la fascia di capitano. Ha vinto due titoli, una Coppa del Belgio nel 1997 con il Germinal Ekeren e il campionato ungherese 2002 con la divisa dello Zalaegerszeg.

## Carriera

### Club
Cresciuto nell'Ujpest nel 1990 il club vince il campionato ungherese, ma Urban non gioca alcuna partita. Passa un altro paio d'anni in patria, giocando in due club diversi di bassa classifica prima di trasferirsi in Belgio, al Waregem: il club ha una delle sue migliori annate di sempre, arriva quarto in campionato (con gli stessi punti del Mechelen terzo) e gioca la Coppa UEFA 1993-1994, dove però la squadra belga esce subito dal torneo continentale. Sempre nella stagione 1993-1994 il Waregem retrocede in seconda divisione a causa del penultimo posto ottenuto nel campionato belga: Urban passa al Mechelen, restando nella massima divisione belga. Dopo una stagione e mezza, fa ritorno all'Ujpest. Dopo 6 mesi torna nuovamente al Waregem, che ha ottenuto la promozione in Division I. Dopo altri sei mesi, nel gennaio 1996 passa al Gyori ETO, club ungherese in cui aveva già militato nell'annata 1991-1992. A fine stagione il Waregem retrocede. Retrocede anche il Gyori ETO, avendo concluso il campionato in quindicesima posizione su sedici. Fa ancora la spola andando in Belgio, firmando con il Germinal Ekeren: il club vince la Coppa del Belgio battendo anche l'Anderlecht in finale 4-2 ai tempi supplementari. Passa proprio all'Anderlecht nella stagione successiva, dove gioca solo due partite di campionato, terminando la stagione 1998-1999 ad Aalst, rimanendo nella massima serie belga. Nel gennaio 1999 torna in Ungheria, ancora all'Ujpest, poi è tesserato dallo Spartak Subotica, club jugoslavo: qui è schierato per alcun incontro, non inizia neanche la stagione tant'è che nel settembre 1999 torna per la quarta volta in meno di sei anni in una società calcistica ungherese: si accorda con lo Szeged LC, ma la squadra non termina il campionato 1999-2000, presentando il ritiro a torneo in corso. Nel gennaio 2000 Urban passa al Dunakeszi VSE, nella seconda categoria del calcio ungherese. L'anno seguente è di nuovo un giocatore dell'Ujpest, e in quest'annata segna 15 gol in 34 giornate, la sua miglior stagione in termini realizzativi. Nella stagione 2001-2002 vince il campionato con il suo dodicesimo club in dodici anni, lo Zalaegerszegi TE: dopo due stagioni torna all'Ujpest e al termine dell'annata 2003-2004 decide di mettere le scarpette al chiodo.

### Nazionale
Esordisce il 9 ottobre 1991 contro la Nazionale belga in amichevole (2-0). Il 14 agosto 1996 gioca il suo primo incontro da capitano per la Nazionale ungherese contro la Nazionale degli Emirati Arabi (3-1), partita amichevole durante la quale firma anche il suo secondo gol in Nazionale (il primo lo ha realizzato nell'amichevole vinta per 2-4 contro l'Irlanda del 29 maggio 1993). Pur uscendo più volte dal giro della Nazionale, in coincidenza spesso coi suoi tanti trasferimenti (soprattutto durante i suoi primi anni in Belgio) ha partecipato alle qualificazioni a Euro 1992, al Mondiale 1994, a Euro 1996, al Mondiale del 1998 e all'Europeo 2004. Nel novembre del 1997 gioca un'ultima partita da capitano prima di uscire nuovamente dal giro della Nazionale. Non è convocato per cinque anni, fino a quando il nuovo CT della Nazionale, Imre Gellei, decide di richiamarlo: gioca altre nove partite, prima di ritirarsi definitivamente dall'Ungheria.
Totalizza 40 presenze e 4 gol in Nazionale, giocando 7 partite da capitano.

## Statistiche

### Cronologia presenze e reti in nazionale
| Cronologia completa delle presenze e delle reti in nazionale ― Ungheria | Cronologia completa delle presenze e delle reti in nazionale ― Ungheria | Cronologia completa delle presenze e delle reti in nazionale ― Ungheria | Cronologia completa delle presenze e delle reti in nazionale ― Ungheria | Cronologia completa delle presenze e delle reti in nazionale ― Ungheria | Cronologia completa delle presenze e delle reti in nazionale ― Ungheria | Cronologia completa delle presenze e delle reti in nazionale ― Ungheria | Cronologia completa delle presenze e delle reti in nazionale ― Ungheria |
| Data                                                                    | Città                                                                   | In casa                                                                 | Risultato                                                               | Ospiti                                                                  | Competizione                                                            | Reti                                                                    | Note                                                                    |
| ----------------------------------------------------------------------- | ----------------------------------------------------------------------- | ----------------------------------------------------------------------- | ----------------------------------------------------------------------- | ----------------------------------------------------------------------- | ----------------------------------------------------------------------- | ----------------------------------------------------------------------- | ----------------------------------------------------------------------- |
| 9-10-1991                                                               | Székesfehérvár                                                          | Ungheria                                                                | 0 – 2                                                                   | Belgio                                                                  | Amichevole                                                              | -                                                                       |                                                                         |
| 30-10-1991                                                              | Szombathely                                                             | Ungheria                                                                | 0 – 0                                                                   | Norvegia                                                                | Qual. Euro 1992                                                         | -                                                                       |                                                                         |
| 4-12-1991                                                               | León                                                                    | Messico                                                                 | 3 – 0                                                                   | Ungheria                                                                | Amichevole                                                              | -                                                                       |                                                                         |
| 8-12-1991                                                               | San Salvador                                                            | El Salvador                                                             | 1 – 1                                                                   | Ungheria                                                                | Amichevole                                                              | -                                                                       | 46’                                                                     |
| 11-11-1992                                                              | Salonicco                                                               | Grecia                                                                  | 0 – 0                                                                   | Ungheria                                                                | Qual. Mondiali 1994                                                     | -                                                                       | 83’                                                                     |
| 10-3-1993                                                               | Nagoya                                                                  | Stati Uniti                                                             | 0 – 0                                                                   | Ungheria                                                                | Kirin Cup 1993                                                          | -                                                                       | 86’                                                                     |
| 31-3-1993                                                               | Budapest                                                                | Ungheria                                                                | 0 – 1                                                                   | Grecia                                                                  | Qual. Mondiali 1994                                                     | -                                                                       | 2’                                                                      |
| 29-5-1993                                                               | Dublino                                                                 | Irlanda                                                                 | 2 – 4                                                                   | Ungheria                                                                | Amichevole                                                              | 1                                                                       |                                                                         |
| 16-6-1993                                                               | Reykjavík                                                               | Islanda                                                                 | 2 – 0                                                                   | Ungheria                                                                | Qual. Mondiali 1994                                                     | -                                                                       | 23’                                                                     |
| 9-3-1994                                                                | Budapest                                                                | Ungheria                                                                | 1 – 2                                                                   | Svizzera                                                                | Amichevole                                                              | -                                                                       | 36’ 46’                                                                 |
| 7-9-1994                                                                | Budapest                                                                | Ungheria                                                                | 2 – 2                                                                   | Turchia                                                                 | Qual. Euro 1996                                                         | -                                                                       | 72’                                                                     |
| 12-10-1994                                                              | Budapest                                                                | Ungheria                                                                | 0 – 0                                                                   | Germania                                                                | Amichevole                                                              | -                                                                       | 11’                                                                     |
| 16-11-1994                                                              | Solna                                                                   | Svezia                                                                  | 2 – 0                                                                   | Ungheria                                                                | Qual. Euro 1996                                                         | -                                                                       | 49’                                                                     |
| 8-3-1995                                                                | Budapest                                                                | Ungheria                                                                | 3 – 1                                                                   | Lettonia                                                                | Amichevole                                                              | -                                                                       | 43’ 64’                                                                 |
| 26-4-1995                                                               | Budapest                                                                | Ungheria                                                                | 2 – 1                                                                   | Svezia                                                                  | Qual. Euro 1996                                                         | -                                                                       | 68’ 80’                                                                 |
| 11-10-1995                                                              | Zurigo                                                                  | Svizzera                                                                | 3 – 0                                                                   | Ungheria                                                                | Qual. Euro 1996                                                         | -                                                                       |                                                                         |
| 18-5-1996                                                               | Londra                                                                  | Inghilterra                                                             | 3 – 0                                                                   | Ungheria                                                                | Amichevole                                                              | -                                                                       |                                                                         |
| 1-6-1996                                                                | Budapest                                                                | Ungheria                                                                | 0 – 2                                                                   | Italia                                                                  | Amichevole                                                              | -                                                                       | 85’                                                                     |
| 14-8-1996                                                               | Siófok                                                                  | Ungheria                                                                | 3 – 1                                                                   | Emirati Arabi Uniti                                                     | Amichevole                                                              | 1                                                                       | cap.                                                                    |
| 1-9-1996                                                                | Budapest                                                                | Ungheria                                                                | 1 – 0                                                                   | Finlandia                                                               | Qual. Mondiali 1998                                                     | -                                                                       |                                                                         |
| 9-10-1996                                                               | Oslo                                                                    | Norvegia                                                                | 3 – 0                                                                   | Ungheria                                                                | Qual. Mondiali 1998                                                     | -                                                                       | 13’                                                                     |
| 10-11-1996                                                              | Baku                                                                    | Azerbaigian                                                             | 0 – 3                                                                   | Ungheria                                                                | Qual. Mondiali 1998                                                     | 1                                                                       | 89’                                                                     |
| 19-3-1997                                                               | Ta' Qali                                                                | Malta                                                                   | 1 – 4                                                                   | Ungheria                                                                | Amichevole                                                              | 1                                                                       |                                                                         |
| 2-4-1997                                                                | Budapest                                                                | Ungheria                                                                | 1 – 3                                                                   | Australia                                                               | Amichevole                                                              | -                                                                       | 46’                                                                     |
| 30-4-1997                                                               | Zurigo                                                                  | Svizzera                                                                | 1 – 0                                                                   | Ungheria                                                                | Qual. Mondiali 1998                                                     | -                                                                       | 53’                                                                     |
| 6-8-1997                                                                | Siófok                                                                  | Ungheria                                                                | 3 – 0                                                                   | Malta                                                                   | Amichevole                                                              | -                                                                       | cap.                                                                    |
| 20-8-1997                                                               | Budapest                                                                | Ungheria                                                                | 1 – 1                                                                   | Svizzera                                                                | Qual. Mondiali 1998                                                     | -                                                                       | cap.                                                                    |
| 6-9-1997                                                                | Varsavia                                                                | Polonia                                                                 | 1 – 0                                                                   | Ungheria                                                                | Amichevole                                                              | -                                                                       | cap.                                                                    |
| 10-9-1997                                                               | Budapest                                                                | Ungheria                                                                | 3 – 1                                                                   | Azerbaigian                                                             | Qual. Mondiali 1998                                                     | -                                                                       | cap.                                                                    |
| 29-10-1997                                                              | Budapest                                                                | Ungheria                                                                | 1 – 7                                                                   | Jugoslavia                                                              | Qual. Mondiali 1998                                                     | -                                                                       | 41’                                                                     |
| 15-11-1997                                                              | Belgrado                                                                | Jugoslavia                                                              | 5 – 0                                                                   | Ungheria                                                                | Qual. Mondiali 1998                                                     | -                                                                       | cap. 43’                                                                |
| 21-8-2002                                                               | Budapest                                                                | Ungheria                                                                | 1 – 1                                                                   | Spagna                                                                  | Amichevole                                                              | -                                                                       | 46’                                                                     |
| 7-9-2002                                                                | Reykjavík                                                               | Islanda                                                                 | 0 – 2                                                                   | Ungheria                                                                | Amichevole                                                              | -                                                                       | 52’                                                                     |
| 12-10-2002                                                              | Stoccolma                                                               | Svezia                                                                  | 1 – 1                                                                   | Ungheria                                                                | Qual. Euro 2004                                                         | -                                                                       |                                                                         |
| 16-10-2002                                                              | Budapest                                                                | Ungheria                                                                | 3 – 0                                                                   | San Marino                                                              | Qual. Euro 2004                                                         | -                                                                       | 57’                                                                     |
| 20-11-2002                                                              | Budapest                                                                | Ungheria                                                                | 1 – 1                                                                   | Ungheria                                                                | Amichevole                                                              | -                                                                       |                                                                         |
| 12-2-2003                                                               | Larnaca                                                                 | Bulgaria                                                                | 1 – 1                                                                   | Ungheria                                                                | Amichevole                                                              | -                                                                       |                                                                         |
| 29-3-2003                                                               | Chorzów                                                                 | Polonia                                                                 | 0 – 0                                                                   | Ungheria                                                                | Qual. Euro 2004                                                         | -                                                                       |                                                                         |
| 2-4-2003                                                                | Budapest                                                                | Ungheria                                                                | 1 – 2                                                                   | Svezia                                                                  | Qual. Euro 2004                                                         | -                                                                       | 61’                                                                     |
| 7-6-2003                                                                | Budapest                                                                | Ungheria                                                                | 3 – 1                                                                   | Lettonia                                                                | Qual. Euro 2004                                                         | -                                                                       | 4’                                                                      |
| Totale                                                                  |                                                                         | Presenze                                                                | 40                                                                      |                                                                         | Reti                                                                    | 4                                                                       |                                                                         |

## Palmarès

### Club

#### Competizioni nazionali
- Coppa del Belgio: 1

Germinal Ekeren: 1996-1997
- Campionato ungherese: 2

Ujpest: 1989-1990
Zalaegerszeg: 2001-2002